# پیرو
پیرو یا اَربَس (نام علمی: Juniperus communis)، (به انگلیسی: common juniper)، گونه‌ای از ارس است که بیشترین گستردگی را در میان درختان چوبی دارا است و از نیم‌کره شمالی از جنوب آرکتیک تا کوهستان‌های عرض جغرافیایی ۳۰ درجه شمالی در شمال آمریکا، اروپا و آسیا می‌روید. این درخت از اروپای مرکزی تا اسپانیا، ایتالیا، ترکیه، شمال آمریکا از ماساچوست تا آلاسکا و نیومکزیکو می‌روید.
این درخت در ایران در مناطق شمالی و در استان‌های گرگان (رادکان، کتول، علی‌آباد به طرف کوه‌های شاهوار، قلعه ماران و خوش ییلاق)، مازندران (گردنه گدوک نزدیک فیروزکوه، گردنه کندوان سیاه‌بیشه، دره چالوس و پل زنگوله)، گیلان (ایسپیلی، منجیل و رودبار) و آذربایجان (ارسباران،اطراف کلیبر و خداآفرین) می‌روید.
تا ارتفاع ۱۵ متر بلند می‌شود و راست یا خیزان است. پوستی قهوه‌ای تیره دارد. شاخه‌های جوان سه وجهی‌اند. برگ‌های سوزنی، نوک‌تیز و نوک‌گزا به طول ۸ تا ۱۴ سانتی‌متر و عرض ۱ تا ۲ میلی‌متر دارد. گل‌ها اغلب دوجنسی‌اند و مخروط ماده تخم‌مرغی یا تقریباً کروی برنگ آبی آسمانی تیره دارد که قطری بین ۶ تا ۹ میلی‌متر دارد. دانه‌ها اغلب سه‌تایی و مستطیلی هستند و نوک کُند دارند.